# Pitrufquén
Pitrufquén is een gemeente in de Chileense provincie Cautín in de regio Araucanía. Pitrufquén telde 24.837 inwoners in 2017 en heeft een oppervlakte van 581 km².